# Ferar Cluj
Ferar Cluj war ein rumänisch-ungarischer Fußballverein aus Cluj, heute Cluj-Napoca. Der Verein spielte eine Saison in der rumänischen Divizia A und drei Spielzeiten in der ungarischen Nemzeti Bajnokság. Im Jahr 1944 stand er im Finale des ungarischen Pokals.

## Geschichte
Ferar Cluj wurde im Jahr 1880 unter dem Namen Kolozsvári Athletikai Club (KAC) in Cluj gegründet, das seinerzeit unter dem Namen Kolozsvár zu Ungarn gehörte. Der Verein konnte sich nicht für die höchste Liga Ungarns, die Nemzeti Bajnokság qualifizieren. Als Cluj nach dem Ende des Ersten Weltkrieges durch den Vertrag von Trianon an Rumänien fiel, änderte der Verein seinen Namen in die rumänische Übersetzung Clubul Atletic Cluj.
Auch in Rumänien gelang es dem Verein zunächst nicht, sich für den überregionalen Spielbetrieb zu qualifizieren. In der Region Cluj konnte sich der Klub nicht gegen die Konkurrenz von Victoria Cluj und Universitatea Cluj durchsetzen, so dass ihm die Teilnahme an der Endrunde um die rumänische Fußballmeisterschaft verwehrt blieb. Erst im Jahr 1934 gelang CA die Qualifikation zur neu gegründeten Divizia B, der zweithöchsten Spielklasse des rumänischen Fußballs.
Der Divizia B gehörte CA zwei Jahre lang an, ehe er durch die Einführung der Divizia C und der damit verbundenen Reduzierung der Divizia B eine Liga tiefer antreten musste. Dort verpasste der Verein im Jahr 1938 als Dritter hinter Industria Sârmei Câmpia Turzii und Uzinele Electrice Cluj den Aufstieg und musste fortan wieder in den regionalen Ligen spielen, da die Austragung der Divizia C wieder eingestellt wurde.
Seine erfolgreichste Zeit erlebte der Klub während des Zweiten Weltkrieges. Nachdem die Stadt Cluj durch den Zweiten Wiener Schiedsspruch im Herbst 1940 wieder an Ungarn gefallen war, schaffte der wieder unter KAC firmierende Verein im Jahr 1941 den Aufstieg in die Beletage des ungarischen Vereinsfußballs, die Nemzeti Bajnokság. Nach dem Klassenerhalt 1942 und 1943 konnte der KAC die Saison 1943/44 auf dem dritten Platz hinter Meister Nagyváradi AC und Vizemeister Ferencváros Budapest abschließen. Letzterem unterlag der Verein im selben Jahr im ungarischen Pokalfinale.
Nach Kriegsende kam Cluj wieder an Rumänien und der KAC spielte als Ferar Cluj in der höchsten rumänischen Liga, der Divizia A. In der Saison 1946/47 konnte er den sechsten Platz belegen. Zu Beginn des Jahres 1948 schloss sich Ferar dem Lokalrivalen CFR Cluj an und löste sich damit auf.

## Erfolge
- Ungarischer Pokalfinalist: 1944

## Bekannte Spieler
- Zoltán Beke
- Iuliu Bodola
- Ladislau Bonyhádi
- Zoltan Farmati
- Anton Fernbach
- Nicolae Kovacs
- Ștefan Kovács
- Adalbert Pall
- Iosif Petschovski
- Gheorghe Váczi
- Moise Vass